# Scarabaeus gariepinus
Scarabaeus gariepinus är en skalbaggsart som beskrevs av Ferreira 1953. Scarabaeus gariepinus ingår i släktet Scarabaeus och familjen bladhorningar. Inga underarter finns listade i Catalogue of Life.